# Município de Brighton (condado de Lorain, Ohio)
Localização do Ohio nos E.U.A.
O município de Brighton (em inglês: Brighton Township) é um município localizado no condado de Lorain no estado estadounidense de Ohio. No ano 2010 tinha uma população de 915 habitantes e uma densidade populacional de 21,39 pessoas por km².

## Geografia
O município de Brighton encontra-se localizado nas coordenadas 41° 10′ 07″ N, 82° 17′ 57″ O. Segundo o Departamento do Censo dos Estados Unidos, o município tem uma superfície total de 42.77 km², da qual 42,65 km² correspondem a terra firme e (0,28 %) 0,12 km² é água.

## Demografia
Segundo o censo de 2010, tinha 915 pessoas residindo no município de Brighton. A densidade de população era de 21,39 hab./km².